# Plintahan
Plintahan is een bestuurslaag in het regentschap Pasuruan van de provincie Oost-Java, Indonesië. Plintahan telt 5269 inwoners (volkstelling 2010).